# Jeffrey DeMunn
Jeffrey DeMunn, född 25 april 1947 i Buffalo, New York, USA, är en amerikansk skådespelare.

## Filmografi

### Filmer
| år   | Titel                                    | Roll                       |
| ---- | ---------------------------------------- | -------------------------- |
| 1978 | The Last Tenant                          | Vinnie                     |
| 1979 | Sanctuary of Fear                        | Whitney Fowler             |
| 1980 | King Crab                                | Sam Campana                |
| 1980 | Resurrection                             | Joe                        |
| 1980 | The First Deadly Sin                     | Sergeant Fernandez Correll |
| 1980 | I'm Dancing as Fast as I Can             | Dr. Roberts                |
| 1980 | Christmas Evil                           | Philip Stadling            |
| 1981 | Ragtime                                  | Harry Houdini              |
| 1981 | World of Honor                           | District Attorney Burke    |
| 1982 | A Midsummer Night's Dream                | Bottom                     |
| 1982 | Frances                                  | Clifford Odets             |
| 1983 | The Face of Rage                         | Jeff Hammil                |
| 1983 | Sessions                                 | Dr. Walter Hemmings        |
| 1983 | O'Malley                                 | Carl                       |
| 1983 | Enormous Changes at the Last Minute      | Richardo                   |
| 1984 | Windy City                               | Bobby                      |
| 1985 | Warning Sign                             | Dr. Dan Fairchild          |
| 1985 | A Time to Live                           | Larry Weisman              |
| 1986 | The Hitcher                              | Captain Esteridge          |
| 1986 | Who Is Julia?                            | Dr. David Matthews         |
| 1987 | Kojak: The Price of Justice              | Marsucci                   |
| 1987 | Young Harry Houdini                      | Harry Houdini              |
| 1988 | Windmills of the Gods                    | Rogers                     |
| 1988 | Doubletake                               | Andrew Lane                |
| 1988 | Panik                                    | Sheriff Herb Geller        |
| 1988 | Lincoln                                  | William Herndon            |
| 1988 | Betrayed                                 | Bobby Flynn                |
| 1989 | Blaze                                    | Eldon Tuck                 |
| 1989 | Settle the Score                         | Dr. Josh Longcrest         |
| 1990 | By Dawn's Early Light                    | Admiral Harpoon            |
| 1990 | Crash: The Mystery of Flight 1501        | Scott Cody                 |
| 1990 | The Haunted                              | Jack Smurl                 |
| 1992 | Treacherous Crossing                     | Dr. Johnston               |
| 1992 | Jonathan: The Boy Nobody Wanted          | Brad Moore                 |
| 1992 | Eyes of an Angel                         | George                     |
| 1992 | Newsies                                  | Mayor Jacobs               |
| 1992 | Jonathan: The Boy Nobody Wanted          | Frank Moore                |
| 1993 | Barbarians at The Gate                   | H. John Greeniaus          |
| 1994 | The Shawshank Redemption                 | 1946 DA                    |
| 1994 | Safe Passage                             | Doctor                     |
| 1994 | Betrayal of Trust                        | Dick Shelton               |
| 1995 | Citizen X                                | Andrei Chikatilo           |
| 1995 | Hiroshima                                | J. Robert Oppenheimer      |
| 1995 | Almost Golden: The Jessica Savitch Story | Mel Korn                   |
| 1995 | Down Came a Blackbird                    | Rob Rubenstein             |
| 1995 | Ebbie                                    | Jake Marley                |
| 1996 | Killer: A Journal Of Murder              | Sam Lesser                 |
| 1996 | Phenomenon                               | Professor John Ringold     |
| 1997 | Night Sins                               | SAC Bruce Di Palma         |
| 1997 | A Christmas Memory                       | Seabone                    |
| 1997 | Turbulence                               | Brooks                     |
| 1997 | RocketMan                                | Paul Wick                  |
| 1997 | Attentatet                               | Robert Brokaw              |
| 1998 | Harvest                                  | Jake Yates                 |
| 1998 | The X-Files: Fight the Future            | Dr. Ben Bronschweig        |
| 1998 | Black Cat Run                            | Bill Grissom               |
| 1999 | The Green Mile                           | Harry Terwilliger          |
| 2000 | Noriega: God's Favorite                  | Nunico                     |
| 2001 | The Majestic                             | Ernie Cole                 |
| 2002 | Swimming Upstream                        | Dr. Henry Berkson          |
| 2003 | The Lucky Ones                           | Simon                      |
| 2003 | Our Town                                 | Mr. Webb                   |
| 2006 | Hollywoodland                            | Art Weissman               |
| 2006 | Covert One: The Hades Factor             | Steven Haldane             |
| 2007 | The Mist                                 | Dan Miller                 |
| 2008 | Burn After Reading                       | Cosmetic surgeon           |
| 2009 | Cayman Went                              | Rodgers Bowman             |
| 2010 | Shelter                                  | Dr. Harding                |
| 2011 | Another Happy Day                        | Lee                        |

### Television
| år        | Titel                             | Roll                        | Noteringar                                  |
| --------- | --------------------------------- | --------------------------- | ------------------------------------------- |
| 1978      | Mourning Becomes Electra          | Adam                        |                                             |
| 1983      | I Married Wyatt Earp              | Doc Holliday                |                                             |
| 1984      | When She Says No                  | Brain Garvey                |                                             |
| 1985      | Hill Street Blues                 | Jerry Goff                  | Episod: "G.O."                              |
| 1985      | The Twilight Zone                 | Bob Splinder                | Episod: "Kentucky Rye"                      |
| 1986      | Spenser: For Hire                 | Jacob Zaleski               | Episod: "In a Safe Place"                   |
| 1986      | Moonlighting                      | Roger Clements              | Episod: "Funeral for a Door Nail"           |
| 1986      | American Masters                  | Eugene O'Neill              | Episod: "Eugene O'Neill: A Glory of Ghosts" |
| 1988–1990 | American Playhouse                | George                      | 3 episoder                                  |
| 1989      | CBS Summer Playhouse              | Nate Goodman                | Episod: "Elysian Fields"                    |
| 1989      | Dear John                         | Neil Cramer                 | Episod: "Kate, a Date & Fate"               |
| 1990      | L.A. Law                          | Peter Reynolds              | Episod: "Bang... Zoom... Zap"               |
| 1993–2008 | Law & Order                       | Professor Norman Rothenberg | 8 episoder                                  |
| 1993      | TriBeBeCa                         | Ben Barker                  | Episod: "The Rainmaker"                     |
| 1997      | Cracker                           | Henry Farner                | Episod: "An American Dream"                 |
| 1998      | The Outer Limits                  | Dr. Adam Pike               | Episod: "Fear Itself"                       |
| 1999      | Storm of the Century              | Robbie Beals                |                                             |
| 2000      | D.C.                              |                             | Episod: "Truth"                             |
| 2000      | The Fugitive                      | Will Alagash                | Episod: "Miles to Go"                       |
| 2000–2001 | Law & Order: Special Victims Unit | Charles Philips             | 2 episoder                                  |
| 2001      | Gideon's Crossing                 | Dr. Tom Kagen               | Episod: "Dr. Cherry Must Be Stopped"        |
| 2001      | The Practice                      | Attorney Gordon Keene       | Episod: "Honor Code"                        |
| 2002      | E.R.                              | Doctor                      | Episod: "Next of Kin"                       |
| 2003      | Hack                              | Vasily Yurchenko            | Episod: "Gone"                              |
| 2004      | The West Wing                     | Kenneth Sean "Ken" O'Neal   | Episod: '"Ah Khe"                           |
| 2005      | Law & Order: Trial by Jury        | Professor Norman Rothenberg | Episod: "Truth or Consequences"             |
| 2005      | Empire Falls                      | Horace                      |                                             |
| 2008      | Cashmere Mafia                    | Henry Gorham                | Episod: "Yours, Mine and Hers"              |
| 2010      | God in America                    | John Hughes                 | Episod: "A New Adam/A New Eden"             |
| 2010–2012 | The Walking Dead                  | Dale Horvath                | 16 avsnitt                                  |
| 2012      | Chicago Fire                      | Peter                       | Episod: "Mon Amour"                         |
| 2013      | Mob City                          | Hal Morrison                |                                             |

## Teater

### Roller
| År   | Roll        | Produktion                      | Regi            | Teater                           |
| ---- | ----------- | ------------------------------- | --------------- | -------------------------------- |
| 1984 | Bernie Dodd | The Country Girl Clifford Odets | Richard Thomsen | Chelsea Playhouse, New York, USA |